# 泛蜥属
泛蜥属（学名：Ablepharus）也称裸眼蜥属，是爬行纲有鳞目蜥蜴亚目石龙子科的一属，主要分布于东欧、西亚至中亚等地区。
2022年印度和俄罗斯学者通过系统发育学研究，认为先前以眼睑是否完全融合而划分的泛蜥属和裂睑蜥属（Asymblepharus）是不准确的，具有完全融合眼睑的物种嵌套在具有不融合或部分融合眼睑的分类群的辐射范围内，因此否定了裂睑蜥属的有效性，将其视为泛蜥属次定同物异名。

## 特征
泛蜥属蜥蜴上、下眼睑愈合在一起形成透明的眼膜。耳孔小或被鳞片遮盖；耳鼓膜较深。前额鳞成对。环体中段鳞18～26。四肢较小，五趾型，指上有爪。

## 物种
泛蜥属目前包含19种：
- 阿赖山泛蜥 Ablepharus alaicus
- 安纳托利亚泛蜥 Ablepharus anatolicus
- 双带泛蜥 Ablepharus bivittatus
- 布达克蛇眼蜥 Ablepharus budaki
- 切氏泛蜥 Ablepharus chernovi
- 达尔瓦兹泛蜥 Ablepharus darvazi
- 沙地泛蜥 Ablepharus deserti
- 叶氏泛蜥 Ablepharus eremchenkoi
- 闪鱗泛蜥 Ablepharus grayanus
- 喜山裂睑蜥 Ablepharus himalayanus
- 欧洲蛇眼蜥 Ablepharus kitaibelii
- 拉达克裂睑蜥 Ablepharus ladacensis
- 林氏蛇眼蜥 Ablepharus lindbergi
- 摩诃婆罗多泛蜥 Ablepharus mahabharatus
- 尼泊尔泛蜥 Ablepharus nepalensis
- 亚洲无睑蜥 Ablepharus pannonicus
- 吕氏蛇眼蜥 Ablepharus rueppellii
- 锡金裂睑蜥 Ablepharus sikimmensis
- Ablepharus tragbulensis